# Comuna de Płużnica
Płużnica (polaco: Gmina Płużnica) é uma gminy (comuna) na Polónia, na voivodia de Cujávia-Pomerânia e no condado de Wąbrzeski. A sede do condado é a cidade de Płużnica.
De acordo com os censos de 2006, a comuna tem 4 970 habitantes, com uma densidade 41,6 hab/km².

## Área
Estende-se por uma área de 119,33 km², incluindo:
- área agricola: 86%
- área florestal: 2%

## Demografia
Dados de 30 de Junho 2004:
|                      | Total   | Total | Mulheres | Mulheres | Homens  | Homens |
| -------------------- | ------- | ----- | -------- | -------- | ------- | ------ |
|                      | pessoas | %     | pessoas  | %        | pessoas | %      |
| População            | 5026    | 100   | 2490     | 49,5     | 2536    | 50,5   |
| Densidade (pop./km²) | 42,1    | 100   | 20,9     | 20,9     | 21,3    | 21,3   |

De acordo com dados de 2002, o rendimento médio per capita ascendia a 1880,64 zł.

## Subdivisões
- Bągart, Bielawy, Błędowo, Czaple, Dąbrówka, Józefkowo, Kotnowo, Nowa Wieś Królewska, Ostrowo, Płąchawy, Płużnica, Pólko, Uciąż, Wiewiórki, Wieldządz.

## Comunas vizinhas
- Chełmża, Chełmno, Grudziądz, Lisewo, Radzyń Chełmiński, Wąbrzeźno